# Тульский радиотелецентр РТРС
Тульский областной радиотелевизионный передающий центр (филиал РТРС «Тульский ОРТПЦ») — подразделение Российской телевизионной и радиовещательной сети (РТРС), основной оператор цифрового эфирного и аналогового эфирного теле- и радиовещания Тульской области.
Тульский филиал РТРС снабжает цифровым эфирным и аналоговым эфирным теле- и радиосигналом население Тульской области, способствует развитию мобильной телефонной связи и обеспечивает взаимодействие органов госуправления. Вещание ведётся с 24 объектов связи. 20 цифровых эфирных телеканалов в стандарте DVB-T2 доступны для более чем 99 % жителей области.

## История

### 1950—1960-е годы
9 ноября 1956 года Приказом министра связи РСФСР А. Черенкова № 355 был образован Сталиногорский телевизионный центр (Московская область) с подчинением непосредственно Министерству связи РСФСР, начальником которого был назначен А. В. Линников. Введена в эксплуатацию башня высотой 180 м (проект 3803 KM), радиорелейная линия Москва — Серпухов — Лаптево (ныне Ясногорск) — Сталиногорск (ныне Новомосковск), транслируются одна радиопрограмма и одна телепрограмма (5 ТВК).
В декабре 1958 года начальником Сталиногорского телецентра был назначен Д. И. Блонский.
В ноябре 1961 года телевизионный центр переименован в Новомосковский телевизионный центр, вслед за переименованием Сталиногорска в Новомосковск Тульской области.
В декабре 1963 года построен Тульский телевизионный центр с башней 180 м, РРЛ Щекино — Тула — Новомосковск, транслируются две радиопрограммы и одна телепрограмма (10 ТВК).
В июле 1966 года начальником Тульского телецентра назначен И. В. Лохтин.
В 1967 году в регионе началась трансляция цветного телевидения.
В 1968 году в Туле транслировались две телепрограммы, были введены маломощные ретрансляторы в Суворове и Ефремове.
В марте 1969 года начальником Тульского телецентра был назначен В. И. Маляренко.
С 1 апреля 1969 года Тульский телецентр был переименован в Тульскую областную радиотелевизионную передающую станцию.

### 1970—1980-е годы
В 1970 году мощность передатчика 10 ТВК в Туле была увеличена до 1 кВт.
В 1971 году был введён ретранслятор в Алексине с башней высотой 69 м, увеличивший число телезрителей и обеспечивший качественную междугородную телефонную связь.
В декабре 1971 года начальником Тульской ОРПС назначен В. П. Галочкин.
С 1972 по 1975 годы велось строительство мощной РТПС в Туле, строилась мачта высотой 331 м, транслировались Первая и Вторая программы Центрального телевидения (ЦТ) с охватом вещанием 95 % населения области и четыре радиопрограммы. Мачта входит в список самых высоких телевизионных башен и радиомачт России.
С 1 января 1973 года Тульская ОРТПС была переименована в Тульский областной радиотелевизионный передающий центр.
В 1976 году был введён в строй первый передатчик ДЦВ диапазона (30 ТВК) — третья телевизионная программа в Туле.
В 1980 году началось освоение цифровых технологий: вводятся внутриобластные радиорелейные линии на аппаратуре «Радан», «Электроника», «Область-1». Это позволило подключить к телефонной сети отдалённые населённые пункты и значительно увеличило доходы предприятия. Построены 10 башен высотой от 34 до 68 м.
С 1984 по 1986 годы введены в эксплуатацию маломощные ретрансляторы в Куркино, Черни, Белеве с башнями высотой 68 м. Это значительно увеличило зрительскую аудиторию.
В 1987 году высота мачты в Туле была увеличена до 350 м за счёт установки антенн радиостанции «Тесла».
В 1988 году началось строительство мощной РПС в Ефремове. В 1989 году введена в эксплуатацию телевизионная мачта 250 м.
В июле 1989 года начальником Тульского радиотелецентра был назначен А. М. Рахманов.
В 1989 году состоялся ввод в строй передатчика «Тесла» мощностью 20 кВт для трансляции Третьей телевизионной программы на 30 ТВК.

### 1990—2000-е годы
С 1 июня 1992 года Тульский радиотелецентр стал самостоятельным государственным предприятием «Тульский ОРТПЦ» Министерства РСФСР по связи, информатике и космосу, с 1998 года — Госкомсвязи РФ.
В 1994 году вышла в эфир первая радиостанция FM диапазона «Голос Тулы» на частоте 104,4 МГц с передатчиком мощностью 5 кВт.
В 1998 году введена первая очередь РПС Ефремова: передатчик «Ильмень» 21 ТВК, передатчик «Дождь-2».
С ноября 1998-го по декабрь 2001 года Тульский ОРТПЦ входил в состав ВГТРК.
В соответствии с Указом Президента РФ № 1031 от 13 августа 2001 года "О создании федерального государственного унитарного предприятия «Российская телевизионная и радиовещательная сеть» Тульский радиотелецентр реорганизован в филиал РТРС.

## Деятельность
3 декабря 2009 года постановлением Правительства России № 985 утверждена федеральная целевая программа «Развитие телерадиовещания в Российской Федерации на 2009—2015 годы», которая определила этапы и сроки перехода страны на цифровые технологии в телевещании. Тульская область вошла во вторую очередь создания сети цифрового эфирного вещания.
В 2012—2018 годах РТРС создал в Тульской области сеть цифрового эфирного телерадиовещания из 24 объектов. 16 передающих станций телесети возводились с нуля.
В декабре 2013 года РТРС начал тестовую трансляцию 10 телеканалов первого мультиплекса со станций в Черни, Белеве, Алексине, Куркино и Суворове.
25 декабря 2013 года РТРС начал тестовую трансляцию первого мультиплекса в Туле.
В январе 2014 года РТРС открыл в Туле центр консультационной поддержки зрителей цифрового эфирного телевидения.
28 января 2014 года в Туле состоялась торжественная церемония ввода цифровой телесети в эксплуатацию.
7 мая 2015 года был запущен второй мультиплекс в Туле, а 14 мая 2015 года состоялся запуск второго мультиплекса в Новомосковске.
В 2016 году РТРС завершил строительство сети вещания первого мультиплекса в Тульской области. В этом же году между РТРС и правительством Тульской области было подписано соглашение о сотрудничестве в области развития телевидения и радиовещания в Тульской области.
В декабре 2018 года в области начали работу все передатчики второго мультиплекса. Цифровой телесигнал стал доступен для 99,45 % населения региона — более 1 млн 400 тысяч человек. В области утверждена программа помощи малоимущим гражданам в приобретении оборудования для приема цифрового ТВ. Федеральная антимонопольная служба проверяет цены на приставки в магазинах области. Для зрителей, испытывающих затруднения с подключением оборудования, организованы индивидуальные консультации.
План отключения аналогового телевидения в России утвержден решением Правительственной комиссии по развитию телерадиовещания от 29 ноября 2018 года. Тульская область вместе с шестью другими регионами вошла в первый этап отключения аналогового сигнала.
Аналоговое вещание федеральных обязательных общедоступных телерадиоканалов в Тульской области было отключено 11 февраля 2019 года. В Туле процесс перехода с аналогового на цифровое вещание проконтролировал заместитель министра цифрового развития, связи и массовых коммуникаций Российской Федерации Алексей Волин.
После отключения трансляции аналоговых телепрограмм на их частотах было размещено сообщение о необходимости перехода на прием цифрового телевидения. Заставка передавалась в течение недели.
Региональные телеканалы и телеканалы, не входящие в состав мультиплексов, продолжили аналоговое вещание.
16 сентября 2019 года в торжественной обстановке состоялся запуск архитектурно-художественной подсветки 180-метровой башни.
29 ноября 2019 года РТРС начал цифровую трансляцию программ телеканала «Первый Тульский» в сетке телеканала ОТР.

#### Услуги, оказываемые филиалом РТРС «Тульский ОРТПЦ»
Тульский телецентр оказывает следующие услуги:
- Передача (трансляция) телевизионных и радиовещательных сигналов;
- Присоединение сетей связи операторов обязательных общедоступных телеканалов и радиоканалов к сети связи филиала в цифровом формате;
- Обслуживание оборудования контрагента;
- Предоставление комплекса ресурсов, обеспечивающего эксплуатацию оборудования контрагента;
- Монтажные (демонтажные) работы;
- Подготовка и выдача технических условий, технических данных, расчет зоны покрытия;
- Подготовка сметной документации для производства строительно-монтажных работ;
- Транспортные услуги;
- Передача в аренду недвижимого имущества, являющегося федеральной собственностью, закрепленного за филиалом на праве хозяйственного ведения.

## Организация вещания
РТРС транслирует в Тульской области:
- 20 телеканалов и три радиостанции в цифровом формате[32];
- пять телеканалов[33] и 28 радиостанций в аналоговом формате[34].

Инфраструктура эфирного телерадиовещания тульского филиала РТРС включает:
- областной радиотелецентр (Тула);
- два подразделения (Ефремов и Новомосковск);
- центр формирования мультиплексов;
- 24 передающие станции;
- 27 антенно-мачтовых сооружений (АМС);
- 49 земных станций спутниковой связи.

## Региональное вещание
12 сентября 2017 года дан старт региональному цифровому вещанию в Тульской области. Региональные программы ГТРК «Тула» доступны на каналах первого мультиплекса «Россия 1», «Россия 24» и радиостанции «Радио России» 99,45 % жителей Тульской области. В церемонии запуска приняли участие губернатор Тульской области Алексей Дюмин, генеральный директор РТРС Андрей Романченко и директор ГТРК «Тула» Сергей Белов.

## Образование
Тульский филиал РТРС сотрудничает с профильными вузами и колледжами. Студенты проходят практику в подразделениях радиотелецентра, учатся обращаться с современной телерадиовещательной техникой, знакомятся с технологиями цифрового вещания.
Специалистов для работы в тульском филиале РТРС готовят Тульский государственный университет, Московский технический университет связи и информатики и Санкт-Петербургский государственный университет телекоммуникаций имени профессора М. А. Бонч-Бруевича.

## Награды
Директор филиала Александр Шемякин и ведущий инженер средств радио и телевидения Владимир Гребенюк награждены медалями ордена «За заслуги перед Отечеством» II степени (Указ Президента Российской Федерации от 03.08.2020 № 493).